# Wacław Koler
Wacław Koler Anthraceus (niem. Wenzel Koehler, ur. w Ściegnach, zm. 1546) – polski medyk (bakałarz lekarski) i erudyta, nauczyciel języka greckiego i innych języków klasycznych, według Kazimierza Morawskiego pionier studiów grecystycznych w Polsce, jeden z pierwszych hebraistów w Krakowie oraz prawdopodobnie pierwszy homo trilinguis (osoba biegle władająca trzema językami obcymi) w Polsce, jeden z pierwszych polskich numizmatyków.

## Życiorys
Pochodził z rodziny chłopskiej (lub węglarskiej), jednak majątek rolny odziedziczył i prowadził jego brat. Studiował na Uniwersytecie Krakowskim (immatrykulacja w roku akademickim 1498/1499). Studiował w okresie wzmożonego zainteresowania starożytnością i humanizmem, w czasie, gdy rozpoczęli nauczanie w Krakowie pierwsi wykładowcy języka greckiego, Joannes Silvius Siculus Amatus oraz Constantius Claretti de Cancellariis, od których prawdopodobnie nabył znajomości języka greckiego. W 1500 został bakałarzem na wydziale filozoficznym, natomiast w 1507 magistrem sztuk wyzwolonych. Nieodpłatnie wykładał na wydziale filozoficznym łacińskich klasyków. Rozpoczął również pięcioletnie studia medyczne, chociaż nie wiadomo, kiedy je ukończył. Prawdopodobnie w 1519 był już bakałarzem medycznym. Nie został dyplomowanym doktorem medycyny. W 1513 był seniorem Bursy Węgierskiej, dbając tam o porządek i spokój. W tym samym roku wznowił wykłady uniwersyteckie po sześciu latach przerwy. Znał łacinę, hebrajski i grekę. Jako nauczyciel greki znany jest ze wspomnień współczesnych (np. Jerzego Libana z Legnicy, czy Jana Antonina), gdyż sam nigdzie nie zawarł takiej informacji lub nie dochowała się ona w znanych źródłach. Nie wiadomo dokładnie, gdzie nauczał (na uczelni czy w Bursie Węgierskiej).
Leonard Cox, humanista angielski, który w 1518, będąc w Krakowie i wydając panegiryk na cześć Uniwersytetu Krakowskiego, wspomniał w tym dziele m.in. o nim. Zakończenie nauczania przez niego greki nastąpiło najprawdopodobniej pomiędzy 1517 a 1520, ale mogło też trwać nieco dłużej. Zgrecyzował nazwisko na Anthraceus, co po łacinie oznacza czarny i pochodzi od greckiego ἄνθραξ (anthrax), czyli węgiel. Pod tym pseudonimem był powszechnie znany.
Przed 1533 ożenił się z owdowiałą patrycjuszką z Krakowa, co przyczyniło się do pozyskania przezeń znacznego majątku, w związku z czym zaczął kolekcjonować książki i monety. Jan Ptaśnik zaliczył go do pierwszych polskich numizmatyków. Po śmierci jego biblioteka liczyła 86 tomów (15–20 sztuk było napisanych greką lub poświęconych było literaturze greckiej). Ksiąg miał około stu, jednak część z nich, jeszcze za życia, przekazał Jerzemu Libanowi.